# Ла Јунион (Њу Мексико)
Ла Јунион (енгл. La Union) насељено је место без административног статуса у америчкој савезној држави Њу Мексико.

## Демографија
По попису из 2010. године број становника је 1.106.
| Група             | 2000.    | 2010.       |
| Белци             | 0 (0,0%) | 104 (9,4%)  |
| Афроамериканци    | 0 (0,0%) | 1 (0,1%)    |
| Азијати           | 0 (0,0%) | 0 (0,0%)    |
| Хиспаноамериканци | 0 (0,0%) | 994 (89,9%) |
| Укупно            | 0        | 1.106       |